# 菩萨璎珞经

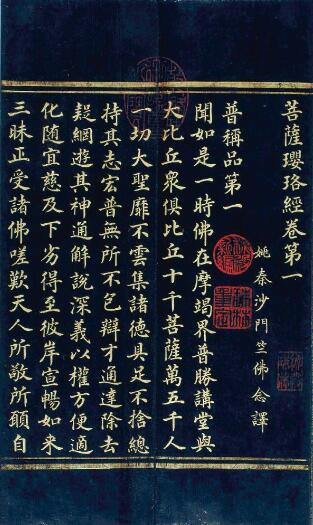
《菩萨璎珞经》第一卷，清乾隆年王杰、曹文埴、彭元瑞、金士松、沈初泥金写本。原藏于钟粹宫，现藏于中国故宫博物院。

《菩萨璎珞经》，又名《瓔珞經》、《现在报经》、《说种种大乘之法门》。璎珞是取菩萨以十德庄严其体之义。本经叙说了菩萨之阶位及其三聚净戒等因行。是大乘佛教經集经典，由姚秦竺佛念译经法师翻译。

## 結構
《菩薩瓔珞經》共十四卷四十五品。
| 普稱品第一       | 非有識非無識品第十六 | 供養舍利品第三十一   |
| 識定品第二       | 無量品第十七         | 譬喻品第三十二       |
| 莊嚴道樹品第三   | 無逕品第十八         | 三世法相品第三十三   |
| 龍王浴太子品第四 | 隨行品第十九         | 清淨品第三十四       |
| 法門品第五       | 光明品第二十         | 釋提桓因問品第三十五 |
| 識界品第六       | 無想品第二十一       | 本行品第三十六       |
| 諸佛勸助品第七   | 無識品第二十二       | 聞法品第三十七       |
| 如來品第八       | 受迦葉勸行品第二十三 | 淨局天品第三十八     |
| 普響品第九       | 有行無行品第二十四   | 十方法界品第三十九   |
| 因緣品第十       | 有受品第二十五       | 十智品第四十         |
| 心品第十一       | 無著品第二十六       | 應時品第四十一       |
| 四聖諦品第十二   | 淨智除垢品第二十七   | 十不思議品第四十二   |
| 成道品第十三     | 無斷品第二十八       | 無我品第四十三       |
| 生佛品第十四     | 賢聖集品第二十九     | 等乘品第四十四       |
| 本末品第十五     | 三道三乘品第三十     | 三界品第四十五       |

《菩萨璎珞本业经》與《菩薩瓔珞經》十四卷，两者內容不同，并非同书。